# Kose Kanaoka
Kose Kanaoka var en japansk målare av förnäm släkt, stamfar för Kosefamiljen som verkade vid kejsarhovet i Kyoto omkring 880–900.
Kose Kanaoka målade 888 skjutdörrar med bilder av kinesiska poeter. Övriga uppgifter om honom är från senare datum. Inga bevarade målningar av honom finns kvar, men han anses som Japans största målare, en japansk motsvarighet till Wu Tao-tzu. Hans betydelse måste hav varit stor, det är vid hans tid som det japanska måleriet frigör sig från Tangdynastins traditioner och ger upphov till ett eget japansk måleri under Fujiwaratiden, som helt domineras av Koseskolan.